# A Kaposvári Rákóczi FC 2009–2010-es szezonja
A Kaposvári Rákóczi FC 2009–2010-es szezonja szócikk a Kaposvári Rákóczi FC első számú férfi labdarúgócsapatának egy idényéről szól, mely sorozatban a 6., összességében pedig a 11. idénye a csapatnak a magyar első osztályban. A klub fennállásának ekkor volt a 86. évfordulója.

## Mérkőzések
| Színmagyarázat | Színmagyarázat |
| -------------- | -------------- |
|                | Győzelem.      |
|                | Döntetlen.     |
|                | Vereség.       |

### Soproni Liga 2009–10

#### Őszi fordulók
| 1. forduló 2009. július 25. 17:30 |

| Budapest Honvéd                            | 3 – 1               | Kaposvári Rákóczi                                             |
| ------------------------------------------ | ------------------- | ------------------------------------------------------------- |
| Hajdú 47' Abraham 66' Hrepka 78' Diego 85' | (0 – 0) Jegyzőkönyv | Farkas K. 83' Farkas Z. 47' Grúz 49′ Kovácsevics 64' Pest 70′ |

| Bozsik József Stadion, Budapest Nézőszám: 1 500 Játékvezető: Takács János (magyar) |

| 2. forduló 2009. augusztus 2. 20:00 |

| Kaposvári Rákóczi                                     | 3 – 0               | Haladás              |
| ----------------------------------------------------- | ------------------- | -------------------- |
| Petrók 58' 83' Reszli 77' Zahorecz 88' 43' Farkas 62' | (0 – 0) Jegyzőkönyv | Skriba 23' Irhás 70' |

| Rákóczi Stadion, Kaposvár Nézőszám: 1 500 Játékvezető: Berger József (magyar) |

| 3. forduló 2009. július 25. 17:30 |

| Zalaegerszegi TE                                | 0 – 3               | Kaposvári Rákóczi                                              |
| ----------------------------------------------- | ------------------- | -------------------------------------------------------------- |
| Bogunović 60' Todorović 76' Kamber 89' Máté 90' | (0 – 1) Jegyzőkönyv | Zahorecz 32' 74' 90+2' (11-esből) Pest 45' Grúz 87' Bogdán 89' |

| ZTE Aréna, Zalaegerszeg Nézőszám: 4 681 Játékvezető: Szabó Zsolt (magyar) |

| 4. forduló 2009. augusztus 15. 20:00 |

| Kaposvári Rákóczi                                          | 1 – 1               | Nyíregyháza Spartacus                                               |
| ---------------------------------------------------------- | ------------------- | ------------------------------------------------------------------- |
| Nikolics 54' Stanić 65' Zahorecz 75' Petrók 86' Maróti 89' | (0 – 1) Jegyzőkönyv | Honma 27' 89' Zabos 12' Miskolczi 43' Goia 66' Andorka 75' Kiss 86′ |

| Rákóczi Stadion, Kaposvár Nézőszám: 2 000 Játékvezető: Bognár Tamás (magyar) |

| 5. forduló 2009. augusztus 22. 20:00 |

| Paksi FC                         | 2 – 0               | Kaposvári Rákóczi                  |
| -------------------------------- | ------------------- | ---------------------------------- |
| Éger 61' Böde 90+2' 86' Báló 84' | (0 – 0) Jegyzőkönyv | Petrók 55' Maróti 64' Zahorecz 79' |

| Fehérvári úti stadion, Paks Nézőszám: 1 800 Játékvezető: Andó-Szabó Sándor (magyar) |

| 6. forduló 2009. augusztus 29. 17:30 |

| Kaposvári Rákóczi | 0 – 0               | Ferencváros              |
| ----------------- | ------------------- | ------------------------ |
|                   | (0 – 0) Jegyzőkönyv | Wedgbury 52' Ashmore 65' |

| Rákóczi Stadion, Kaposvár Nézőszám: 5 000 Játékvezető: Iványi Zoltán (magyar) |

| 7. forduló 2009. szeptember 12. 19:00 |

| Vasas                                            | 1 – 0               | Kaposvári Rákóczi                  |
| ------------------------------------------------ | ------------------- | ---------------------------------- |
| Szilágyi 81' Remili 11' Pavičević 38' Gáspár 66' | (0 – 0) Jegyzőkönyv | Petrók 54' Zahorecz 83' Stanić 90' |

| Illovszky Rudolf Stadion, Budapest Nézőszám: 1 400 Játékvezető: Vad II. István (magyar) |

| 8. forduló 2009. szeptember 19. 15:00 |

| MTK Budapest                            | 4 – 0               | Kaposvári Rákóczi |
| --------------------------------------- | ------------------- | ----------------- |
| Lencse 44' 90' Pátkai 55' Könyves 90+2' | (1 – 0) Jegyzőkönyv |                   |

| Hidegkuti Nándor Stadion, Budapest Nézőszám: 700 Játékvezető: Kassai Viktor (magyar) |

| 9. forduló 2009. szeptember 25. 17:00 |

| Kaposvári Rákóczi                                                                | 4 – 4               | Debreceni VSC                                                  |
| -------------------------------------------------------------------------------- | ------------------- | -------------------------------------------------------------- |
| Bank 17' Nikolics 61' Zahorecz 64' (11-esből) 49' Reszli 86' Petrók 53' Pest 62' | (1 – 0) Jegyzőkönyv | Czvitkovics 47' 54' (11-esből) Szakály 70' Rezes 81' Szűcs 63' |

| Rákóczi Stadion, Kaposvár Nézőszám: 2 500 Játékvezető: Andó-Szabó Sándor (magyar) |

| 10. forduló 2009. október 3. 18:00 |

| Videoton                                                               | 2 – 0               | Kaposvári Rákóczi                                                          |
| ---------------------------------------------------------------------- | ------------------- | -------------------------------------------------------------------------- |
| Polonkai A. 65' André Alves 90+2' (11-esből) Farkas B. 18' Elek Á. 47' | (0 – 0) Jegyzőkönyv | Ailton Júnior 50' Pest K. 65' Stanic, S. 80' Balázs B. 82' Pintér L. 90+2' |

| Sóstói Stadion, Székesfehérvár Nézőszám: 2 500 Játékvezető: Németh Ádám (magyar) Asszisztensek: Márton Zsolt Iványi István |

| 11. forduló 2009. október 17. 15:00 |

| Kaposvári Rákóczi                                              | 2 – 0               | Újpest               |
| -------------------------------------------------------------- | ------------------- | -------------------- |
| Nikolics 42' 90' 43' Grúz 20' Stanić 35' Balázs 62' Maróti 74' | (1 – 0) Jegyzőkönyv | Vermes 35' Kabát 72' |

| Rákóczi Stadion, Kaposvár Nézőszám: 3 000 Játékvezető: Vad II. István (magyar) |

| 12. forduló 2009. október 24. 17:00 |

| Győri ETO                                                  | 1 – 1               | Kaposvári Rákóczi                                    |
| ---------------------------------------------------------- | ------------------- | ---------------------------------------------------- |
| Alekszidze 89' Babić 18' Stanišić 65' Dinjar 78' Fehér 85' | (0 – 1) Jegyzőkönyv | Nikolics 13' Kovácsevics 28' Marković 80' Stanić 87' |

| ETO Park, Győr Nézőszám: 2 200 Játékvezető: Farkas Ádám (magyar) |

| 13. forduló 2009. október 31. 17:00 |

| Kaposvári Rákóczi                               | 2 – 1               | Kecskeméti TE                              |
| ----------------------------------------------- | ------------------- | ------------------------------------------ |
| Maróti 44' 50' Grúz 37' Szepessy 79' Bogdán 80' | (1 – 0) Jegyzőkönyv | Montvai 49' Koncz 5' Farkas 62' Gyagya 65' |

| Rákóczi Stadion, Kaposvár Nézőszám: 1 500 Játékvezető: Arany Tamás (magyar) |

| 14. forduló 2009. november 7. 16:00 |

| Diósgyőr                                       | 1 – 3               | Kaposvári Rákóczi                                    |
| ---------------------------------------------- | ------------------- | ---------------------------------------------------- |
| Huszák 90+1' Lippai 12' Balajti 42' Bognár 70' | (0 – 2) Jegyzőkönyv | Nikolics 22' 28' 73' Stanić 31' Grúz 44' Hegedűs 58' |

| DVTK-stadion, Miskolc Nézőszám: 3 000 Játékvezető: Berger József (magyar) |

| 15. forduló 2009. november 22. 17:30 |

| Kaposvári Rákóczi                          | 3 – 1               | Lombard Pápa                                                   |
| ------------------------------------------ | ------------------- | -------------------------------------------------------------- |
| Nikolics 11' 87' 12' Maróti 19' Petrók 51' | (2 – 1) Jegyzőkönyv | Bárányos 15' 90' Heffler 45' Granát 65' Rajnay 77′ Tóth G. 84′ |

| Rákóczi Stadion, Kaposvár Nézőszám: 2 000 Játékvezető: Kassai Viktor (magyar) |

#### Tavaszi fordulók
| 16. forduló 2010. február 27. 14:00 |

| Kaposvári Rákóczi                       | 1 – 0               | Budapest Honvéd                                           |
| --------------------------------------- | ------------------- | --------------------------------------------------------- |
| Oláh 61' Stanić 40' Pest 43' Maróti 89′ | (0 – 0) Jegyzőkönyv | Botis 11' Diego 42′ Palásthy 43' Debreceni 72' Takács 88' |

| Rákóczi Stadion, Kaposvár Nézőszám: 2 000 Játékvezető: Németh Ádám (magyar) |

| 17. forduló 2010. március 5. 19:00 |

| Haladás                                                                                | 2 – 1               | Kaposvári Rákóczi                                    |
| -------------------------------------------------------------------------------------- | ------------------- | ---------------------------------------------------- |
| Bogdanović 22' (11-esből) 78' Molnár 35' Simon 66' Lengyel 68' Halmosi 84' Diouf 90+1' | (1 – 0) Jegyzőkönyv | Stanić 71' Júnior 21' Godslove 33' Antanasijević 60' |

| Rohonci úti stadion, Szombathely Nézőszám: 2 500 Játékvezető: Vad II. István (magyar) |

| 18. forduló 2010. március 13. 16:00 |

| Kaposvári Rákóczi | 1 – 1               | Zalaegerszegi TE                                             |
| ----------------- | ------------------- | ------------------------------------------------------------ |
| Gujić 5' Grúz 62' | (1 – 0) Jegyzőkönyv | Pavićević 50' Panikvar 8' Sluka 33' Schultz 77' Rajcomar 85' |

| Rákóczi Stadion, Kaposvár Nézőszám: 2 000 Játékvezető: Takács János (magyar) |

| 19. forduló 2010. március 20. 14:30 |

| Nyíregyháza Spartacus                         | 2 – 1               | Kaposvári Rákóczi                            |
| --------------------------------------------- | ------------------- | -------------------------------------------- |
| Bugerra 19' Honma 67' Miskolczi 38' Zabos 63' | (1 – 0) Jegyzőkönyv | Gujić 82' Petrók 18' Zahorecz 52' Bogdán 57' |

| Nyíregyháza Városi Stadion, Nyíregyháza Nézőszám: 2 500 Játékvezető: Veizer Roland (magyar) |

| 20. forduló 2010. március 27. 16:00 |

| Kaposvári Rákóczi                           | 1 – 1               | Paksi FC                                  |
| ------------------------------------------- | ------------------- | ----------------------------------------- |
| Zahorecz 80' (11-esből) Stanić 38' Bőle 75' | (0 – 0) Jegyzőkönyv | Tököli 67' Nikolov 34' Böde 79' Urbán 90' |

| Rákóczi Stadion, Kaposvár Nézőszám: 1 800 Játékvezető: Kassai Viktor (magyar) |

| 21. forduló 2010. április 3. 17:30 |

| Ferencváros           | 0 – 0               | Kaposvári Rákóczi                 |
| --------------------- | ------------------- | --------------------------------- |
| Doherty 15' Wolfe 53' | (0 – 0) Jegyzőkönyv | Maróti 52' Grúz 90+1' Gujić 90+3' |

| Albert Flórián Stadion, Budapest Nézőszám: 2 000 Játékvezető: Berger József (magyar) |

| 22. forduló 2010. április 10. 18:00 |

| Kaposvári Rákóczi                        | 1 – 0               | Vasas                    |
| ---------------------------------------- | ------------------- | ------------------------ |
| Oláh 3' Zahorecz 17' Grúz 81' Balázs 89' | (1 – 0) Jegyzőkönyv | ben Únesz 18' Dobrić 45' |

| Rákóczi Stadion, Kaposvár Nézőszám: 2 000 Játékvezető: Szilasi Szabolcs (magyar) |

| 23. forduló 2010. április 17. 18:00 |

| Kaposvári Rákóczi      | 1 – 2               | MTK Budapest                                                      |
| ---------------------- | ------------------- | ----------------------------------------------------------------- |
| Maróti 15' Kulcsár 71' | (1 – 1) Jegyzőkönyv | Lázok 32' Kulcsár 50' Vági 22' Pintér 28' Szekeres 66' Vadnai 74' |

| Rákóczi Stadion, Kaposvár Nézőszám: 2 200 Játékvezető: Takács János (magyar) |

| 24. forduló 2010. április 23. 19:00 |

| Debreceni VSC                                                                             | 5 – 1               | Kaposvári Rákóczi                                       |
| ----------------------------------------------------------------------------------------- | ------------------- | ------------------------------------------------------- |
| Czvitkovics 53' Feczesin 57' Rudolf 60' Mészáros 64' Coulibaly 66' (11-esből) Komlósi 40' | (0 – 0) Jegyzőkönyv | Maróti 50' Godslove 31' Grúz 52' Petrók 66' Kulcsár 83' |

| Oláh Gábor utcai stadion, Debrecen Nézőszám: 2 500 Játékvezető: Sulyok Gergely (magyar) |

| 25. forduló 2010. május 1. 17:30 |

| Kaposvári Rákóczi                                     | 1 – 3               | Videoton                                                                                   |
| ----------------------------------------------------- | ------------------- | ------------------------------------------------------------------------------------------ |
| Zahorecz K. 17' (11-esből) 22' Grúz T. 9' Oláh L. 60' | (1 – 1) Jegyzőkönyv | Nikolics N. 4' André Alves 60' (11-esből) 90+1' Horváth G. 17' Nagy D. 43' Polonkai A. 85' |

| Rákóczi Stadion, Kaposvár Nézőszám: 2 000 Játékvezető: Berger József (magyar) Asszisztensek: Forgács Attila Kis Zoltán |

| 26. forduló 2010. május 5. 18:00 |

| Újpest                    | 2 – 1               | Kaposvári Rákóczi                      |
| ------------------------- | ------------------- | -------------------------------------- |
| Rajczi 12' 60' Takács 90′ | (1 – 0) Jegyzőkönyv | Zahorecz 90+1' (11-esből) 48' Grúz 83′ |

| Szusza Ferenc Stadion, Budapest Nézőszám: 3 091 Játékvezető: Bognár Tamás (magyar) |

| 27. forduló 2010. május 8. 19:00 |

| Kaposvári Rákóczi                          | 1 – 3               | Győri ETO                                         |
| ------------------------------------------ | ------------------- | ------------------------------------------------- |
| Stanić 14' Gujić 16' Oláh 73' Reszli 90+2' | (1 – 0) Jegyzőkönyv | Nicorec 70' 81' Kink 81' 85' Józsi 27' Eugène 45' |

| Rákóczi Stadion, Kaposvár Nézőszám: 2 000 Játékvezető: Vad II. István (magyar) |

| 28. forduló 2010. május 17. 16:30 |

| Kecskeméti TE                        | 3 – 1               | Kaposvári Rákóczi      |
| ------------------------------------ | ------------------- | ---------------------- |
| Litsingi 37' Csordás 47' Montvai 58' | (1 – 0) Jegyzőkönyv | Szepessy 66' Gujić 78' |

| Széktói Stadion, Kecskemét Nézőszám: 600 Játékvezető: Kassai Viktor (magyar) |

| 29. forduló 2010. május 20. 18:00 |

| Kaposvári Rákóczi               | 2 – 2               | Diósgyőr                                     |
| ------------------------------- | ------------------- | -------------------------------------------- |
| Oláh 6' Szepessy 43' Júnior 50' | (2 – 0) Jegyzőkönyv | Somorjai 57' Lippai 84' Bognár 21' Šupić 44' |

| Rákóczi Stadion, Kaposvár Nézőszám: 1 500 Játékvezető: Gaál Gyöngyi (magyar) |

| 30. forduló 2010. május 23. 17:30 |

| Lombard Pápa                                             | 3 – 1               | Kaposvári Rákóczi                |
| -------------------------------------------------------- | ------------------- | -------------------------------- |
| Szabó 3' Jovánczai 73' Abwo 89' Quintero 27' Gyömbér 39' | (1 – 0) Jegyzőkönyv | Maróti 34' Gujić 68' Horváth 86' |

| Perutz Stadion, Pápa Nézőszám: 2 000 Játékvezető: Takács János (magyar) |

#### Végeredmény
| #   | Csapat                    | M  | GY | D  | V  | G+ – G– | GK  | P  | Megjegyzések                                   |
| --- | ------------------------- | -- | -- | -- | -- | ------- | --- | -- | ---------------------------------------------- |
| 1.  | Debreceni VSCCV (B, KGY)  | 30 | 20 | 2  | 8  | 63–37   | +26 | 62 | 2010–2011-es Bajnokok Ligája – 2. selejtezőkör |
| 2.  | Videoton (I)              | 30 | 18 | 7  | 5  | 59–31   | +28 | 61 | 2010–2011-es Európa-liga – 2. selejtezőkör     |
| 3.  | Győri ETO (I)             | 30 | 15 | 12 | 3  | 38–18   | +20 | 57 | 2010–2011-es Európa-liga – 1. selejtezőkör     |
| 4.  | Újpest                    | 30 | 17 | 4  | 9  | 49–39   | +10 | 55 |                                                |
| 5.  | Zalaegerszegi TE (I)      | 30 | 15 | 8  | 7  | 59–45   | +14 | 53 | 2010–2011-es Európa-liga – 1. selejtezőkör     |
| 6.  | MTK Budapest              | 30 | 12 | 7  | 11 | 52–41   | +11 | 43 |                                                |
| 7.  | FerencvárosÚ              | 30 | 10 | 11 | 9  | 34–35   | −1  | 41 |                                                |
| 8.  | Haladás                   | 30 | 10 | 9  | 11 | 46–49   | −3  | 39 |                                                |
| 9.  | Budapest HonvédK          | 30 | 9  | 11 | 10 | 38–35   | +3  | 38 |                                                |
| 10. | Kecskeméti TE             | 30 | 10 | 7  | 13 | 50–56   | −6  | 37 |                                                |
| 11. | Lombard PápaÚ             | 30 | 10 | 5  | 15 | 39–50   | −11 | 35 |                                                |
| 12. | Kaposvári Rákóczi         | 30 | 8  | 8  | 14 | 38–50   | −12 | 32 |                                                |
| 13. | Vasas                     | 30 | 8  | 7  | 15 | 39–61   | −22 | 31 |                                                |
| 14. | Paksi FC                  | 30 | 7  | 10 | 13 | 31–44   | −13 | 31 |                                                |
| 15. | Nyíregyháza Spartacus (K) | 30 | 6  | 9  | 15 | 41–60   | −19 | 27 | NB II                                          |
| 16. | Diósgyőr (K)              | 30 | 4  | 5  | 21 | 31–56   | −25 | 17 | NB II                                          |

Forrás: MLSZ adatbank 
A rangsorolás alapszabályai: 1. összpontszám, 2. győzelmek száma, 3. gólkülönbség, 4. szerzett gólok száma, 5. egymás elleni eredmények összpontszáma,  6. egymás elleni eredmények gólkülönbsége, 7. egymás elleni eredmények szerzett góljainak száma, 8. egymás elleni eredmények idegenben szerzett góljainak száma.
Mivel a bajnok Debreceni VSC nyerte 2009–2010-es magyar kupát, így a bajnoki ezüstérmes Videoton a 2010–2011-es Európa-liga 2. selejtezőkörében, míg a kupadöntőt elbukó Zalaegerszegi TE és a Győri ETO a 2010–2011-es Európa-liga 1. selejtezőkörében jogosult indulni.
(B): Bajnokcsapat, (K): Kieső csapat, (F): Feljutó csapat, (I): Kupainduló, (R): A rájátszás győztese, (KGY): Kupagyőztes

#### Az eredmények összesítése
Az alábbi táblázatban összesítve szerepelnek a Kaposvári Rákóczi FC 2009/10-es bajnokságban elért eredményei.
| Ősz/tavasz (forduló)    | Otthon | Otthon | Otthon | Otthon | Otthon | Otthon | Otthon | Idegenben | Idegenben | Idegenben | Idegenben | Idegenben | Idegenben | Idegenben |
| Ősz/tavasz (forduló)    | M      | GY     | D      | V      | LG–KG  | GK     | P      | M         | GY        | D         | V         | LG–KG     | GK        | P         |
| ----------------------- | ------ | ------ | ------ | ------ | ------ | ------ | ------ | --------- | --------- | --------- | --------- | --------- | --------- | --------- |
| Őszi szezon (1–15.)     | 7      | 4      | 3      | 0      | 15–7   | +8     | 15     | 8         | 2         | 1         | 5         | 8–14      | –6        | 7         |
| Tavaszi szezon (16–30.) | 8      | 2      | 3      | 3      | 9–12   | –3     | 9      | 7         | 0         | 1         | 6         | 6–17      | –11       | 1         |
| Összesen (1–30.)        | 15     | 6      | 6      | 3      | 24–19  | +5     | 24     | 15        | 2         | 2         | 11        | 14–31     | –17       | 8         |

#### Helyezések fordulónként
| Forduló  | 1  | 2  | 3  | 4 | 5 | 6 | 7  | 8  | 9  | 10 | 11 | 12 | 13 | 14 | 15 | 16 | 17 | 18 | 19 | 20 | 21 | 22 | 23 | 24 | 25 | 26 | 27 | 28 | 29 | 30 |
| -------- | -- | -- | -- | - | - | - | -- | -- | -- | -- | -- | -- | -- | -- | -- | -- | -- | -- | -- | -- | -- | -- | -- | -- | -- | -- | -- | -- | -- | -- |
| Helyszín | I  | O  | I  | O | I | O | I  | I  | O  | I  | O  | I  | O  | I  | O  | O  | I  | O  | I  | O  | I  | O  | O  | I  | O  | I  | O  | I  | O  | I  |
| Eredmény | V  | GY | GY | D | V | D | V  | V  | D  | V  | GY | D  | GY | GY | GY | GY | V  | D  | V  | D  | D  | GY | V  | V  | V  | V  | V  | V  | D  | V  |
| Helyezés | 14 | 7  | 5  | 5 | 6 | 9 | 11 | 11 | 12 | 14 | 11 | 12 | 9  | 9  | 8  | 7  | 7  | 7  | 8  | 8  | 8  | 7  | 7  | 8  | 9  | 9  | 10 | 12 | 12 | 12 |

Helyszín: O = Otthon; I = Idegenben. Eredmény: GY = Győzelem; D = Döntetlen; V = Vereség.

### Magyar kupa
| 3. forduló 2009. szeptember 29. 15:30 |

| Veszprém FC                                  | 1 – 2               | Kaposvári Rákóczi                                              |
| -------------------------------------------- | ------------------- | -------------------------------------------------------------- |
| Babos 24' Varga 28' Szöllőskei 73' Tatai 86' | (1 – 2) Jegyzőkönyv | Nikolics 13' Petrók 32' 84' Stanić 28' Zahorecz 58' Bogdán 63' |

| Játékvezető: Berke Balázs (magyar) |

| 4. forduló 2009. október 7. 15:00 |

| Gyirmót FC                                          | 1 – 1               | Kaposvári Rákóczi                                                 |
| --------------------------------------------------- | ------------------- | ----------------------------------------------------------------- |
| Baumgartner 4' Pirka 16' Homonyik 74' Horváth 90+7' | (1 – 0) Jegyzőkönyv | Balázs 49' 49' Lambulić 10' Maróti 10′, 11′ Júnior 11' Pintér 69' |

| Nézőszám: 250 Játékvezető: Szilasi Szabolcs (magyar) |

| 5. forduló Első mérkőzés 2009. október 21. 17:00 |

| Győri ETO                             | 1 – 1               | Kaposvári Rákóczi                    |
| ------------------------------------- | ------------------- | ------------------------------------ |
| Alekszidze 49' 55' Kink 68' Szabó 80' | (0 – 1) Jegyzőkönyv | Nikolics 31' Júnior 66' Marković 80' |

| ETO Park, Győr Nézőszám: 400 Játékvezető: Berger József (magyar) |

| 5. forduló Visszavágó 2009. október 28. 17:00 |

| Kaposvári Rákóczi      | 0 – 2               | Győri ETO                                                                    |
| ---------------------- | ------------------- | ---------------------------------------------------------------------------- |
| Balázs 43' Hegedűs 70' | (0 – 1) Jegyzőkönyv | Kink 45' 89' Tokody 72' Stanišić 23' Fehér 29' Alekszidze 43' Pilibaitis 59' |

| Rákóczi Stadion, Kaposvár Nézőszám: 400 Játékvezető: Solymosi Péter (magyar) |

### Ligakupa

#### Csoportkör (B csoport)
| 1. forduló 2009. július 22. 18:00 |

| Győri ETO                                             | 4 – 3               | Kaposvári Rákóczi                                                                        |
| ----------------------------------------------------- | ------------------- | ---------------------------------------------------------------------------------------- |
| Dinjar 18' 78' Pákolicz 73' Csermelyi 89' Sánta 90+1' | (1 – 1) Jegyzőkönyv | Kulcsár 28' Lambulić 59' Reszli 74' Kerekes 44' Farkas 45' Marković 66′ Szolomájer 90+2' |

| ETO Park, Győr Játékvezető: Solymosi Péter (magyar) |

| 2. forduló 2009. július 29. 18:00 |

| Kaposvári Rákóczi      | 0 – 1               | Paksi FC             |
| ---------------------- | ------------------- | -------------------- |
| Kulcsár 53' Stanić 59' | (0 – 1) Jegyzőkönyv | Bohner 24' Gévay 59' |

| Rákóczi Stadion, Kaposvár Játékvezető: Arany Tamás (magyar) |

| 3. forduló 2009. augusztus 5. 18:00 |

| Lombard Pápa                              | 0 – 1               | Kaposvári Rákóczi                                          |
| ----------------------------------------- | ------------------- | ---------------------------------------------------------- |
| Béres 45' Kiss 52' Venczel 81' Rebryk 87' | (0 – 1) Jegyzőkönyv | Reszli 40' Graszl 29' Pintér 44' Kulcsár 70' Keresztes 75' |

| Perutz Stadion, Pápa Játékvezető: Becséri Dániel (magyar) |

| 4. forduló 2009. augusztus 19. 19:00 |

| Videoton                                                                 | 4 – 1               | Kaposvári Rákóczi                          |
| ------------------------------------------------------------------------ | ------------------- | ------------------------------------------ |
| Sitku I. 5' 36' Nagy D. 40' Alison Silva 87' Szakály D. 86' Olasz D. 82′ | (3 – 0) Jegyzőkönyv | Jovánczai Z. 90' Pintér L. 42' Bőle L. 87' |

| Sóstói Stadion, Székesfehérvár Játékvezető: Farkas Ádám (magyar) Asszisztensek: Kelemen Attila Tóth István |

| 5. forduló 2009. augusztus 25. 18:00 |

| Kaposvári Rákóczi | 1 – 0               | Zalaegerszegi TE      |
| ----------------- | ------------------- | --------------------- |
| Reszli 22'        | (1 – 0) Jegyzőkönyv | Hadar 55' Horváth 72' |

| Rákóczi Stadion, Kaposvár Játékvezető: Németh Ádám (magyar) |

| 6. forduló 2009. szeptember 23. 15:30 |

| Kaposvári Rákóczi | 0 – 0               | Győri ETO                      |
| ----------------- | ------------------- | ------------------------------ |
| Bogdán 37'        | (0 – 0) Jegyzőkönyv | Eugène 69' Dorogi 82' Vető 82' |

| Rákóczi Stadion, Kaposvár Játékvezető: Kiss Norbert (magyar) |

| 7. forduló 2009. november 4. 13:00 |

| Paksi FC                              | 4 – 0               | Kaposvári Rákóczi                    |
| ------------------------------------- | ------------------- | ------------------------------------ |
| Nagy 3' Tamási 10' Pap 22' Sipeki 30' | (4 – 0) Jegyzőkönyv | Horváth 2' Marković 4' Keresztes 67' |

| Fehérvári úti stadion, Paks Játékvezető: Bognár Tamás (magyar) |

| 8. forduló 2009. november 14. 13:30 |

| Kaposvári Rákóczi                        | 2 – 1               | Lombard Pápa                          |
| ---------------------------------------- | ------------------- | ------------------------------------- |
| Lambulić 68' Németh 90+2' Marković 90+1' | (0 – 1) Jegyzőkönyv | Gahwagi 17' Mészáros 65' Dlusztus 67' |

| Rákóczi Stadion, Kaposvár Játékvezető: Erdős József (magyar) |

| 9. forduló 2009. november 28. 13:30 |

| Kaposvári Rákóczi | 0 – 2               | Videoton                                                   |
| ----------------- | ------------------- | ---------------------------------------------------------- |
| Maróti B. 55'     | (0 – 0) Jegyzőkönyv | Vujović, G. 54' Szakály D. 74' Radović, I. 4' Lázár P. 31' |

| Rákóczi Stadion, Kaposvár Játékvezető: Kiss Norbert (magyar) Asszisztensek: Kovács Zoltán Iványi István |

| 10. forduló 2009. december 2. 13:00 |

| Zalaegerszegi TE                         | 3 – 1               | Kaposvári Rákóczi                          |
| ---------------------------------------- | ------------------- | ------------------------------------------ |
| Rajcomar 1' 60' Balázs 4' Miljatovič 74' | (2 – 0) Jegyzőkönyv | Marković 51' Stanić 62' Pest 65' Major 86' |

| ZTE Aréna, Zalaegerszeg Játékvezető: Király Krisztián (magyar) |

#### A B csoport végeredménye
| Színmagyarázat | Színmagyarázat                                                 |
| -------------- | -------------------------------------------------------------- |
|                | A csoportelső és csoportmásodik bejutott a középdöntőbe.       |
|                | A csoport többi helyezettje nem folytathatta a kupaszereplést. |

| Csapat            | M  | Gy | D | V | G+ | G– | Gk  | P  |
| ----------------- | -- | -- | - | - | -- | -- | --- | -- |
| Videoton          | 10 | 5  | 4 | 1 | 19 | 7  | +12 | 19 |
| Paksi FC          | 10 | 5  | 2 | 3 | 16 | 11 | +5  | 17 |
| Zalaegerszegi TE  | 10 | 5  | 1 | 4 | 17 | 17 | 0   | 16 |
| Győri ETO         | 10 | 4  | 4 | 2 | 18 | 11 | +7  | 16 |
| Kaposvári Rákóczi | 10 | 3  | 1 | 6 | 9  | 19 | –10 | 10 |
| Lombard Pápa      | 10 | 1  | 2 | 7 | 12 | 26 | –14 | 5  |

## Külső hivatkozások
- A csapat hivatalos honlapja
- A Magyar Labdarúgó Szövetség honlapja, adatbankja
- A Kaposvári Rákóczi FC mérkőzései